# Мохеры
Мохе́ры (пол. mohery), либо мохе́ровые бере́ты (пол. moherowe berety) — ироничное название польской части общества, придерживающейся преимущественно консервативно-националистических и консервативно-католических взглядов. Стереотипный представитель этой части поляков является женщиной старшего возраста, которая носит характерный берет из мохера. Также название отсылает к названиям элитных военных частей («зелёные береты», «голубые береты» и так далее).

## История
Термин появился в 2004 году и относился к пастве, регулярно посещающей мессы в Гданьске, проводимые ксёндзом Хенриком Янковским. В 2004 году ксёндз был отстранён от должности, а его прихожанки устроили демонстрации в его защиту. Пожилые женщины из бедных слоёв общества в беретах из мохера или его имитации, часто сделанные вручную, стали мелькать на экранах телевизоров. Считается, что выражение «мохеровые береты» появилось в статье «Лабиринты приходского священника» (пол. Labirynty księdza prałata) «Газеты Выборчей» от 23 октября 2004 года:

Восторженно уставившись на прелата Янковского, пожилые женщины аплодисментами встречают почти каждое его слово. В Гданьске говорят, что у священника есть свой «легион мохеровых беретов».
Оригинальный текст (пол.)Ekstatycznie wpatrzone w prałata Jankowskiego starsze kobiety oklaskami przyjmują niemal każde jego słowo. W Gdańsku mówi się, że ksiądz prałat ma swój „legion moherowych beretów”.

## Политика
Выражение укрепилось в журналистике и на интернет-форумах, и стало использоваться к более широкому кругу людей, например ко слушателям радио «Мария». Также термин стал нарицательным по отношению к избирателям партий правого толка, таким как Лига польских семей и Право и справедливость.
10 ноября 2005 года Дональд Туск во время дебатов в Сейме заявил:

Польша на самом деле не обречена на то, что с недавних пор в Польше называется «мохеровая коалиция»
Оригинальный текст (пол.)Polska naprawdę nie jest skazana na, tak jak ją Polska od wczoraj nazywa, moherową koalicję

Туск использовал это выражение для неофициальной парламентской коалиции ПиС , ЛПС и Самообороны. Через 3 недели ему пришлось извиниться за это выражение перед возмущённой пенсионеркой Юлитой Кон из Ольштына.